# Allonne (Oise)
Allonne település Franciaországban, Oise megyében. Lakosainak száma 1737 fő (2022. január 1.). Allonne Beauvais, Frocourt, Saint-Martin-le-Nœud, Saint-Sulpice, Therdonne és Warluis községekkel határos.

## Népesség
A település népességének változása:
| Lakosok száma | 1563 | 1524 | 1587 | 1572 | 1596 | 1622 | 1659 | 1708 | 1737 |
|               | 2013 | 2015 | 2016 | 2017 | 2018 | 2019 | 2020 | 2021 | 2022 |